# Leichtathletik-Weltmeisterschaften 2015/4 × 400 m der Männer

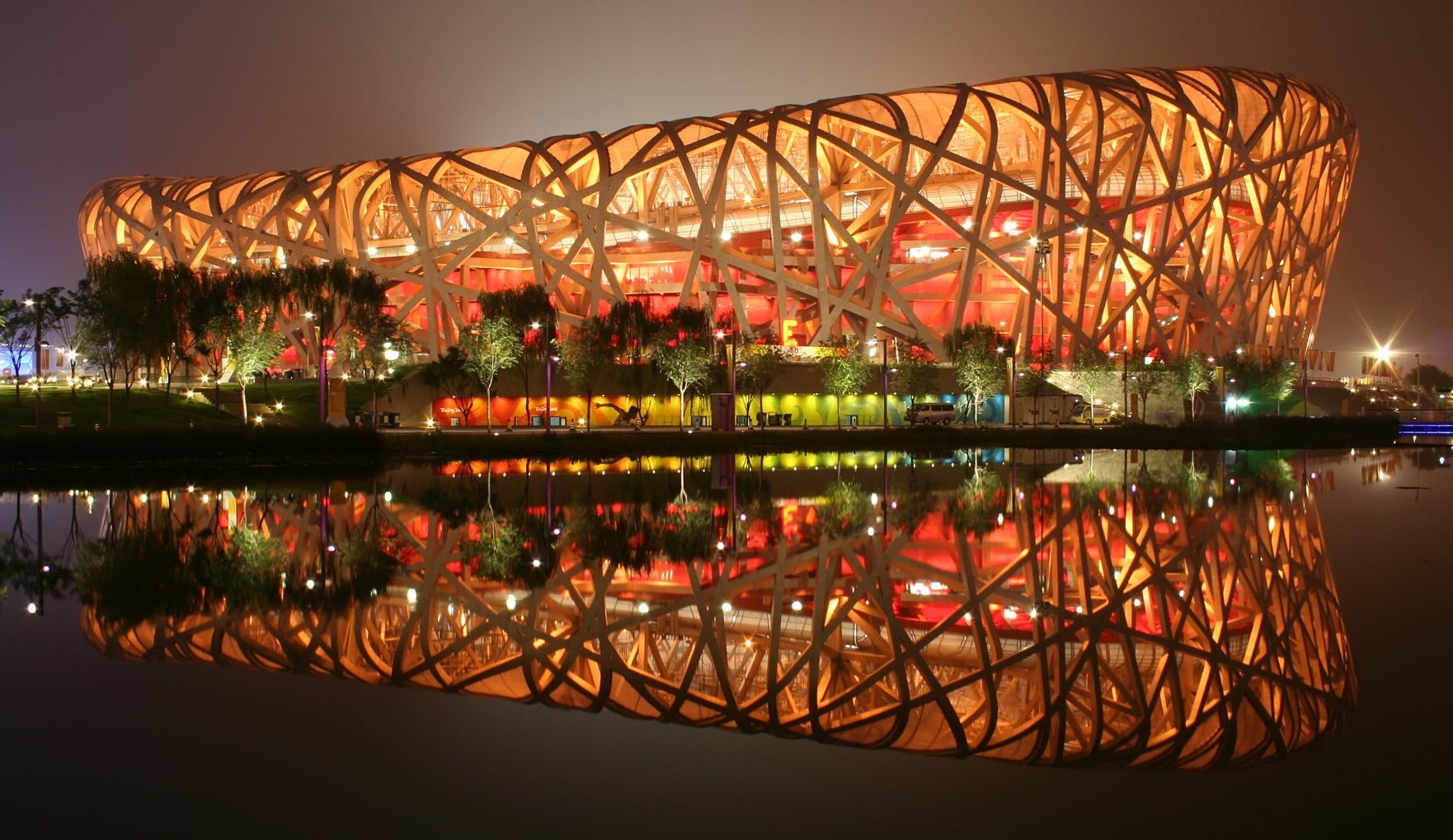
Das Nationalstadion Peking während der Weltmeisterschaften

Die 4-mal-100-Meter-Staffel der Männer bei den Leichtathletik-Weltmeisterschaften 2015 wurde am 29. und 30. August 2015 im Nationalstadion der chinesischen Hauptstadt Peking ausgetragen.
Weltmeister wurde die Staffel der USA mit David Verburg, Tony McQuay, Bryshon Nellum und LaShawn Merritt sowie den im Vorlauf außerdem eingesetzten Kyle Clemons und Vernon Norwood.

Das Team aus Trinidad und Tobago errang die Silbermedaille in der Besetzung Renny Quow, Lalonde Gordon, Deon Lendore und Machel Cedenio sowie dem im Vorlauf außerdem eingesetzten Jarrin Solomon.

Bronze ging an Großbritannien (Rabah Yousif, Delano Williams, Jarryd Dunn, Martyn Rooney).
Auch die nur im Vorlauf eingesetzten Läufer aus den Vereinigten Staaten sowie Trinidad und Tobago erhielten entsprechendes Edelmetall. Rekorde und Bestleistungen standen dagegen nur den tatsächlich laufenden Athleten zu.

## Bestehende Rekorde
| Weltrekord WM-Rekord | USA (Andrew Valmon, Quincy Watts, Harry Reynolds, Michael Johnson) | 2:54,29 min | WM in Stuttgart, Deutschland | 22. August 1993 |

Der bestehende WM-Rekord wurde bei diesen Weltmeisterschaften nicht eingestellt und nicht verbessert.
Es wurden zwei Weltjahresbestleistungen und fünf Landesrekorde aufgestellt.
- Weltjahresbestleistungen:
  - 2:58,13 min – USA (Kyle Clemons, Tony McQuay, Bryshon Nellum, Vernon Norwood), zweiter Vorlauf
  - 2:57,82 min – USA (David Verburg, Tony McQuay, Bryshon Nellum, LaShawn Merritt), Finale
- Landesrekorde:
  - 2:59,28 min – Belgien (Dylan Borlée, Jonathan Borlée, Antoine Gillet, Kevin Borlée), erster Vorlauf
  - 2:59,95 min – Botswana (Onkabetse Nkobolo, Nijel Amos, Leaname Maotoanong, Isaac Makwala), zweiter Vorlauf
  - 3:00,15 min – Dominikanische Republik (Gustavo Cuesta, Yon Soriano, Juander Santos, Luguelín Santos), zweiter Vorlauf
  - 3:01,26 min – Irland (Brian Gregan, Brian Murphy, Thomas Barr, Mark English), zweiter Vorlauf
  - 3:01,26 min – Trinidad und Tobago (Renny Quow, Lalonde Gordon, Deon Lendore, Machel Cedenio), Finale

## Vorläufe
Aus zwei Vorläufen qualifizierten sich die jeweils drei Ersten jedes Laufes – hellblau unterlegt – und zusätzlich die beiden Zeitschnellsten – hellgrün unterlegt – für das Halbfinale.

### Lauf 1
29. August 2015, 10:40 Uhr (4:40 Uhr MESZ)
| Platz | Bahn | Name           | Land                                                                           | Zeit (min)                       |
| ----- | ---- | -------------- | ------------------------------------------------------------------------------ | -------------------------------- |
| 1     | 8    | Großbritannien | Rabah Yousif Delano Williams Jarryd Dunn Martyn Rooney                         | 2:59,05 SB                       |
| 2     | 2    | Belgien        | Dylan Borlée (Vorlauf) Jonathan Borlée Antoine Gillet Kevin Borlée             | 2:59,28 NR                       |
| 3     | 7    | Frankreich     | Mame-Ibra Anne Teddy Atine-Venel Mamoudou Hanne Thomas Jordier                 | 2:59,42 SB                       |
| 4     | 7    | Russland       | Artjom Denmuchametow Pawel Trenichin Denis Kudrjawzew (Vorlauf) Pawel Iwaschko | 2:59,45 SB                       |
| 5     | 9    | Polen          | Łukasz Krawczuk Michał Pietrzak Rafał Omelko Jakub Krzewina                    | 3:00,72 SB                       |
| 6     | 4    | Venezuela      | Alberth Bravo José Meléndez Arturo Ramírez Freddy Mezones                      | 3:02,96 SB                       |
| 7     | 4    | Japan          | Tomoya Tamura Yūzō Kanemaru Naoki Kobayashi Takamasa Kitagawa                  | 3:02,97 SB                       |
| DSQ   | 6    | Bahamas        | Steven Gardiner Michael Mathieu Alonzo Russell Ramon Miller                    | IAAF Rule 163.3a Bahnübertretung |

### Lauf 2
29. August 2015, 10:50 Uhr (4:50 Uhr MESZ)
| Platz | Bahn | Name                    | Land                                                                       | Zeit (min) |
| ----- | ---- | ----------------------- | -------------------------------------------------------------------------- | ---------- |
| 1     | 6    | USA                     | Kyle Clemons (Vorlauf) Tony McQuay Bryshon Nellum Vernon Norwood (Vorlauf) | 2:58,13 WL |
| 2     | 2    | Trinidad und Tobago     | Renny Quow Jarrin Solomon (Vorlauf) Deon Lendore Lalonde Gordon            | 2:58,67 SB |
| 3     | 8    | Jamaika                 | Peter Matthews Ricardo Chambers Dane Hyatt (Vorlauf) Javon Francis         | 2:58,69 SB |
| 4     | 7    | Kuba                    | William Collazo Raidel Acea Adrian Chacón Yoandys Lescay                   | 2:59,80 SB |
| 5     | 5    | Botswana                | Onkabetse Nkobolo Nijel Amos Leaname Maotoanong Isaac Makwala              | 2:59,95 NR |
| 6     | 5    | Dominikanische Republik | Gustavo Cuesta Yon Soriano Juander Santos Luguelín Santos                  | 3:00,15 NR |
| 7     | 4    | Brasilien               | Pedro Luiz de Oliveira Wagner Cardoso Hederson Estefani Hugo de Sousa      | 3:01,05    |
| 8     | 9    | Irland                  | Brian Gregan Brian Murphy Thomas Barr Mark English                         | 3:01,26 NR |

## Finale
30. August 2015, 20:45 Uhr (14:25 Uhr MESZ)
Gegenüber den Vorläufen kam es im Finale zu folgenden Besetzungsänderungen:
- USA – David Verburg lief anstelle von Kyle Clemons und LaShawn Merritt anstelle von Vernon Norwood
- Trinidad und Tobago – Machel Cedenio ersetzte Jarrin Solomon
- Jamaika – Rusheen McDonald lief anstatt Dane Hyatt
- Belgien – Robin Vanderbemden ersetzte Dylan Borlée
- Russland – Denis Kudrjawzew wurde durch Denis Alexejew ersetzt

Als Favoriten gingen die US-Amerikaner als Titelverteidiger in dieses Rennen. Aber bereits in den Vorläufen hatte sich gezeigt, dass es starke Konkurrenz gab. Insgesamt hatten neun Staffeln die drei-Minuten-Marke unterboten, Botswana war unter diesen Mannschaften sogar bereits in der Vorrunde ausgeschieden. Olympiasieger Bahamas war durch Disqualifikation wegen Übertretens der Bahnbegrenzung durch einen Läufer im Finale ebenfalls nicht dabei. So gab es zahlreiche weitere Teams mit Medaillenchancen, dazu gehörten Jamaika, Trinidad und Tobago, Europameister Großbritannien und auch die Belgier mit den Borlée-Brüdern.
Nach Runde eins lagen die Mannschaften noch sehr eng zusammen. Trinidad und Tobago, Großbritannien und die USA erarbeiteten sich auf den zweiten vierhundert Metern zunächst einen kleinen Vorsprung, aber Jamaika, Frankreich und Belgien kamen wieder näher heran. Beim Wechsel führte Trinidad und Tobago vor den Vereinigten Staaten. Mit geringem Abstand folgten Frankreich und Jamaika, dahinter Großbritannien. Belgien lag nun doch schon etwas deutlicher zurück. Auf der nächsten Gegengeraden schob sich alles wieder zusammen und auf den letzten hundert Metern eroberte Kevin Borlée für Belgien sogar wieder Position drei hinter den USA und Trinidad und Tobago. Vierter war Großbritannien vor Jamaika und Frankreich. So ging es in die Schlussrunde.
Javon Francis riskierte nun von Beginn an ein hohes Tempo und brachte Jamaika an die Spitze. LaShawn Merritt für die USA und Machel Cedenio für Trinidad und Tobago hefteten sich an seine Fersen. Nur knapp zurück folgten Martyn Rooney für Großbritannien und Antoine Gillet für Belgien, während der Franzose Thomas Jordier ein wenig abreißen lassen musste. In der Zielkurve konnte auch der Belgier den vier Führenden nicht mehr ganz folgen. Auf der Zielgeraden gingen dem Jamaikaner dann die Kräfte aus. Mühelos zog Merritt an ihm vorbei und sicherte den US-Amerikanern den Weltmeistertitel. Dahinter erlief Cedenio seinem Team Trinidad und Tobago die Silbermedaille. Ganz dramatisch entwickelte sich der Kampf um Bronze. Rooney schloss mit den letzten Schritten zu Francis auf, die Zielfotografie gab schließlich für Großbritannien den Ausschlag. Zeitgleich mit Jamaika hatten die Briten Bronze gewonnen. Hinter Jamaika wurde Belgien Fünfter vor Frankreich. Deutlich abgeschlagen belegten Kuba und Russland in dieser Reihenfolge die Ränge sieben und acht. Auch diese beiden Staffeln waren zeitgleich.

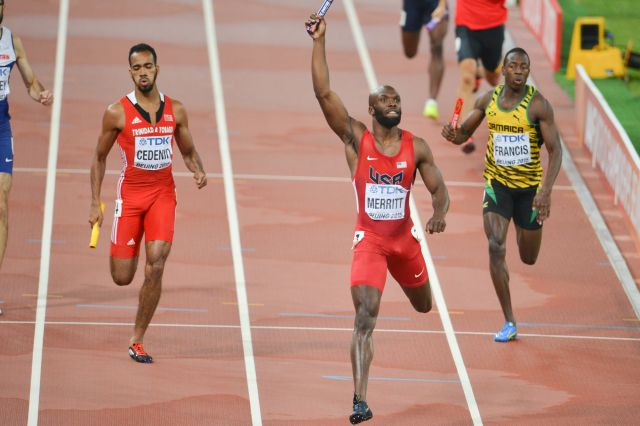
Zieleinlauf in der 4-mal-400-Meter-Staffel (v. l. n. r.):
Machel Cedenio, LaShawn Merritt, Javon Francis

| Platz | Bahn | Land                | Athleten | Zeit (min) |
| ----- | ---- | ------------------- | --- | ---------- |
|       | 7    | USA                 | David Verburg (Finale) Tony McQuay Bryshon Nellum LaShawn Merritt (Finale) im Vorlauf außerdem: Kyle Clemons Vernon Norwood | 2:57,82 WL |
|       | 4    | Trinidad und Tobago | Renny Quow Lalonde Gordon Deon Lendore Machel Cedenio (Finale) im Vorlauf außerdem: Jarrin Solomon                          | 2:58,20 NR |
|       | 6    | Großbritannien      | Rabah Yousif Delano Williams Jarryd Dunn Martyn Rooney                                                                      | 2:58,51 SB |
| 4     | 9    | Jamaika             | Peter Matthews Ricardo Chambers Rusheen McDonald (Finale) Javon Francis im Vorlauf außerdem: Dane Hyatt                     | 2:58,51 SB |
| 5     | 5    | Belgien             | Jonathan Borlée Robin Vanderbemden (Finale) Kevin Borlée Antoine Gillet im Vorlauf außerdem: Dylan Borlée                   | 3:00,24    |
| 6     | 8    | Frankreich          | Mame-Ibra Anne Teddy Atine-Venel Mamoudou Hanne Thomas Jordier                                                              | 3:00,65    |
| 7     | 3    | Kuba                | William Collazo Raidel Acea Adrián Chacón Yoandys Lescay                                                                    | 3:03,05    |
| 8     | 2    | Russland            | Artjom Denmuchametow Pawel Trenichin Denis Alexejew (Finale) Pawel Iwaschko im Vorlauf außerdem: Denis Kudrjawzew           | 3:03,05    |

## Video
- 4x400m men final 2015 Beijing world championships youtube.com, (französisch), abgerufen am 14. Februar 2021